# Claude Autant-Lara
Claude Autant-Lara (* 5. August 1901 in Luzarches, Val-d’Oise; † 5. Februar 2000 in Antibes, Provence) war ein französischer Filmregisseur, Drehbuchautor und Kostümbildner sowie in späteren Jahren Politiker (Front National).

## Filmkarriere
Seine Mutter, Louise Lara, spielte Hauptrollen in der Comédie-Française. Mit 16 Jahren begann Claude Autant-Lara seine Karriere als Kostümbildner und Dekorateur. Von 1920 bis 1922 gehörte er der Avantgarde-Truppe „Art et Action“ an, die er mitbegründet hatte. Er fand jedoch in Frankreich keine Arbeit in der Filmindustrie und ging vorübergehend nach Hollywood, wo er sich mit Untertitelungs- und Synchronisationsarbeiten über Wasser hielt. Nach der Rückkehr war er Regieassistent bei René Clair und drehte Kurzfilme. Seinen ersten eigenen Spielfilm, Ciboulette, verwirklichte er 1932.
Mit Douce (1943) errang Autant-Lara einen Achtungserfolg. Sein erster bedeutenderer Film war Le diable au corps (Der Teufel im Leib) nach einer literarischen Vorlage von Raymond Radiguet. Der Film wurde heftig wegen seines Zynismus und seiner Exaltiertheit kritisiert und führte zu Forderungen, ihn von der Leinwand zu verbannen. Mit der 1956 mit Louis de Funès und Jean Gabin gedrehten antifaschistischen Komödie Zwei Mann, ein Schwein und die Nacht von Paris erzielte Autant-Lara einen Publikumserfolg. 1959 gelang ihm mit Die grüne Stute ein internationaler Erfolg. 1961 folgte einer seiner bekanntesten Filme, Der Graf von Monte Christo nach dem Roman von Alexandre Dumas. Im selben Jahr erregte er mit Tu ne tueras point (Der Kriegsverweigerer) bei den Filmfestspielen von Venedig Aufsehen: Der Film wurde auf Intervention der französischen Regierung aus dem Wettbewerb genommen. Erst zwei Jahre später wurde er mit dreizehn vom Zensor vorgeschriebenen Kürzungen wieder gezeigt.
In den 1940er und 1950er Jahren war Autant-Lara ein prominenter Filmemacher, der mit führenden französischen Schauspielern drehte, darunter Fernandel in der Krimikomödie Die rote Herberge (1951), Gérard Philipe in der Stendhal-Verfilmung Rot und Schwarz (1954) sowie Jean Gabin und Brigitte Bardot in dem Filmdrama Mit den Waffen einer Frau (1958). Doch mit dem Aufkommen der Nouvelle Vague, die Autant-Lara ablehnte, ließ sein Erfolg nach. Am 12. Februar 1968, als Filmemacher aus aller Welt sich mit Henri Langlois solidarisierten und der von Autant-Lara verschmähte François Truffaut vor der Cinémathèque Française demonstrierte, erhob Autant-Lara im staatlichen Hörfunksender France Inter die Stimme gegen Langlois. Obwohl er noch bis Ende der 1970er Jahre Filme drehte, konnte er nicht mehr an seinen früheren Erfolg anknüpfen. 1988 wurde Autant-Lara in die Académie des Beaux-Arts gewählt.

## Politisches Engagement
Claude Autant-Lara fiel zunächst als kämpferischer Pazifist auf. Er bezeichnete sich selbst als „bürgerlichen Anarchisten“. Seine pazifistische Einstellung trat auch in dem Film Tu ne tueras point (Der Kriegsverweigerer) zutage, in dem er zwei Prozesse in der Nachkriegszeit darstellt: Im einen wird ein deutscher Priester, der einen Widerstandskämpfer erschossen hat, freigesprochen, im anderen ein Kriegsdienstverweigerer zu einem Jahr Gefängnis verurteilt.
Als Autant-Lara als Regisseur zunehmend in Vergessenheit geriet, zog er sich verbittert zurück. Im hohen Alter ließ er sich 1989 für Jean-Marie Le Pens rechtsextreme Partei Front National in das Europäische Parlament wählen. Dort verursachte er mit der Eröffnungsrede, die er als Alterspräsident zu halten hatte, einen antisemitischen Skandal. Darin bestritt er die Gräuel des Holocausts und nannte die Existenz von Gaskammern eine Lüge; der jüdischen Politikerin Simone Veil warf er vor, aus ihrer Gefangenschaft im Konzentrationslager Kapital geschlagen zu haben. Seine Rede, in der er auch auf das Filmemachen einging, schloss mit dem Appell, europäische Jugendliche sollten elsässischen Wein statt Coca-Cola trinken, da Letztere nur von den „barbarischen Invasoren“ aus den USA komme. Die meisten Parlamentarier verließen während der Rede aus Protest den Saal. Dem Europäischen Parlament gehörte Autant-Lara nur bis zum 4. September 1989 an; nach der umstrittenen Rede wurde er gedrängt, sein Amt niederzulegen.

## Privatleben
Claude Autant-Lara war mit Ghislaine Auboin (1912–1967) bis zu ihrem Tod verheiratet. Er starb im Februar 2000 im Alter von 98 Jahren. 

## Filmografie
- 1923: Fait divers (Kurzfilm)
- 1926: Nana (Bauten, Kostüme, Filmrolle)
- 1927: Die Apachen von Paris (Bauten)
- 1938: Fric-Frac
- 1942: Liebesheirat (Le mariage de chifon)
- 1943: Irrwege der Herzen (Douce)
- 1945: Sylvia und das Gespenst (Sylvie et le fantôme)
- 1947: Stürmische Jugend (Le diable au corps)
- 1951: Die rote Herberge (L’auberge rouge)
- 1952: Die sieben Sünden (Les sept péchés capitaux) (Regie der 6. Episode)
- 1954: Erwachende Herzen (Le blé en herbe)
- 1954: Rot und Schwarz (Le rouge et le noir)
- 1955: Die Blume der Nacht (Marguerite de la nuit)
- 1956: Zwei Mann, ein Schwein und die Nacht von Paris (La traversée de Paris)
- 1958: Das Spiel war sein Fluch (Le joueur)
- 1958: Mit den Waffen einer Frau (En cas de malheur)
- 1959: Die grüne Stute (La jument verte)
- 1960: Die Nacht der Liebenden (Le bois des amants)
- 1961: Das Bett des Königs (Vive Henri IV, vive l’amour)
- 1961: Der Graf von Monte Christo (Le comte de Monte Cristo)
- 1961: Der Kriegsverweigerer (Tu ne tueras point)
- 1963: Der Mörder (Le meurtrier)
- 1965: Tagebuch einer Frauenärztin (Journal d’une femme en blanc)
- 1966: Das älteste Gewerbe der Welt (Le plus vieux métier du monde) – (Regie bei der 5. Episode)
- 1968: Le Franciscain de Bourges
- 1977: Gloria – Liebe meines Lebens (Gloria)